# Viscina
Viscina designa uma substância mucilagínea, viscosa, translúcida, sem cheiro ou sabor noticiável, que é extraída da seiva de diversas plantas, com destaque para o visco (Viscum album) e múltiplas outras espécies da família Loranthaceae. É composta maioritariamente por polissacarídeos não celulósicos.